# Берго (Північна Кароліна)
Берго (англ. Burgaw) — місто (англ. town) в США, в окрузі Пендер штату Північна Кароліна. Населення — 3088 осіб (2020).

## Географія
Берго розташоване за координатами 34°33′11″ пн. ш. 77°54′59″ зх. д. / 34.55306° пн. ш. 77.91639° зх. д. (34.553110, -77.916282).  За даними Бюро перепису населення США в 2010 році місто мало площу 14,17 км², з яких 14,14 км² — суходіл та 0,03 км² — водойми. В 2017 році площа становила 12,18 км², з яких 12,15 км² — суходіл та 0,03 км² — водойми.

## Демографія
Згідно з переписом 2010 року, у місті мешкали 3872 особи в 1287 домогосподарствах у складі 781 родини. Густота населення становила 273 особи/км².  Було 1473 помешкання (104/км²).
Расовий склад населення:
| - 53,8 % — білих - 39,6 % — чорних або афроамериканців - 0,8 % — корінних американців - 0,4 % — азіатів - 0,1 % — вихідців з тихоокеанських островів - 3,5 % — осіб інших рас |

До двох чи більше рас належало 1,7 %. Частка іспаномовних становила 7,2 % від усіх жителів.
За віковим діапазоном населення розподілялося таким чином: 18,9 % — особи молодші 18 років, 65,1 % — особи у віці 18—64 років, 16,0 % — особи у віці 65 років та старші. Медіана віку мешканця становила 39,5 року. На 100 осіб жіночої статі у місті припадало 127,0 чоловіків;  на 100 жінок у віці від 18 років та старших — 136,7 чоловіків також старших 18 років.
Середній дохід на одне домашнє господарство  становив 39 472 долари США (медіана — 28 794), а середній дохід на одну сім'ю — 45 669 доларів (медіана — 34 438). Медіана доходів становила 26 596 доларів для чоловіків та 26 622 долари для жінок. За межею бідності перебувало 32,8 % осіб, у тому числі 45,5 % дітей у віці до 18 років та 19,4 % осіб у віці 65 років та старших.
Цивільне працевлаштоване населення становило 1046 осіб. Основні галузі зайнятості: фінанси, страхування та нерухомість — 17,2 %, освіта, охорона здоров'я та соціальна допомога — 17,1 %, роздрібна торгівля — 16,1 %.